# Victor Poucel
Pour les articles homonymes, voir Poucel.
Victor Poucel, né le 26 novembre 1872 à Marseille (Bouches-du-Rhône) et mort le 29 décembre 1953 à Tanaïl (Liban), est un prêtre jésuite et théologien français.

## Biographie
Lors d'un voyage au Proche-Orient il décide d'entrer dans la Compagnie de Jésus (11 octobre 1890). Il fait son noviciat à Ghazir (Liban), et est fort marqué par les cinq années passées au Liban. Victime d'une dépression, il doit arrêter ses études et suivre un traitement en Suisse.
En 1897, il reprend ses études et s'inscrit en Angleterre à la faculté de théologie de Cantorbéry. Il est ordonné prêtre en 1906, et enseigne la rhétorique à Alexandrie entre 1910 et 1919, puis revient en France, à Avignon, où il est professeur de 1919 à 1930. Il publie alors des critiques littéraires dans la revue jésuite Études et se consacre à l'écriture.
Ses livres ont pour thème la foi et l'engagement spirituel. Son œuvre la plus connue est « La Mystique de la Terre », en cinq volumes, avec une préface de Paul Claudel. On lui doit aussi une étude sur André Gide, un « Évangile du pécheur », des prières et des livres pour enfants. Retourné au Liban, il meurt en 1953 au couvent de Tanaïl (Liban).
Son œuvre spirituelle a exercé une influence importante sur la Compagnie de Jésus à partir des années 1930, au même titre que Teilhard de Chardin, dont il est le contemporain. 

## Sources
- Ressource relative à la religion :   - Dictionnaire de spiritualité
- Notices d'autorité :   - VIAF
  - ISNI
  - BnF (données)
  - IdRef
  - GND
  - Belgique
  - Pays-Bas
  - Pologne
  - NUKAT
  - Vatican